# Période macédonienne de l'Égypte antique
332 av. J.-C. – 310 av. J.-C.
Entités précédentes :
- Basse époque

Entités suivantes :
- Royaume lagide

La période macédonienne commence en Égypte après le règne du dernier roi de la seconde domination perse, Darius III. Cette période s'étend de 332 à 310 avant notre ère, soit de l'entrée d'Alexandre le Grand en Égypte à la mort d'Alexandre IV, le fils posthume et légitime d'Alexandre et Roxane. Elle est suivie par la période lagide (305-30 AEC).

## Historique

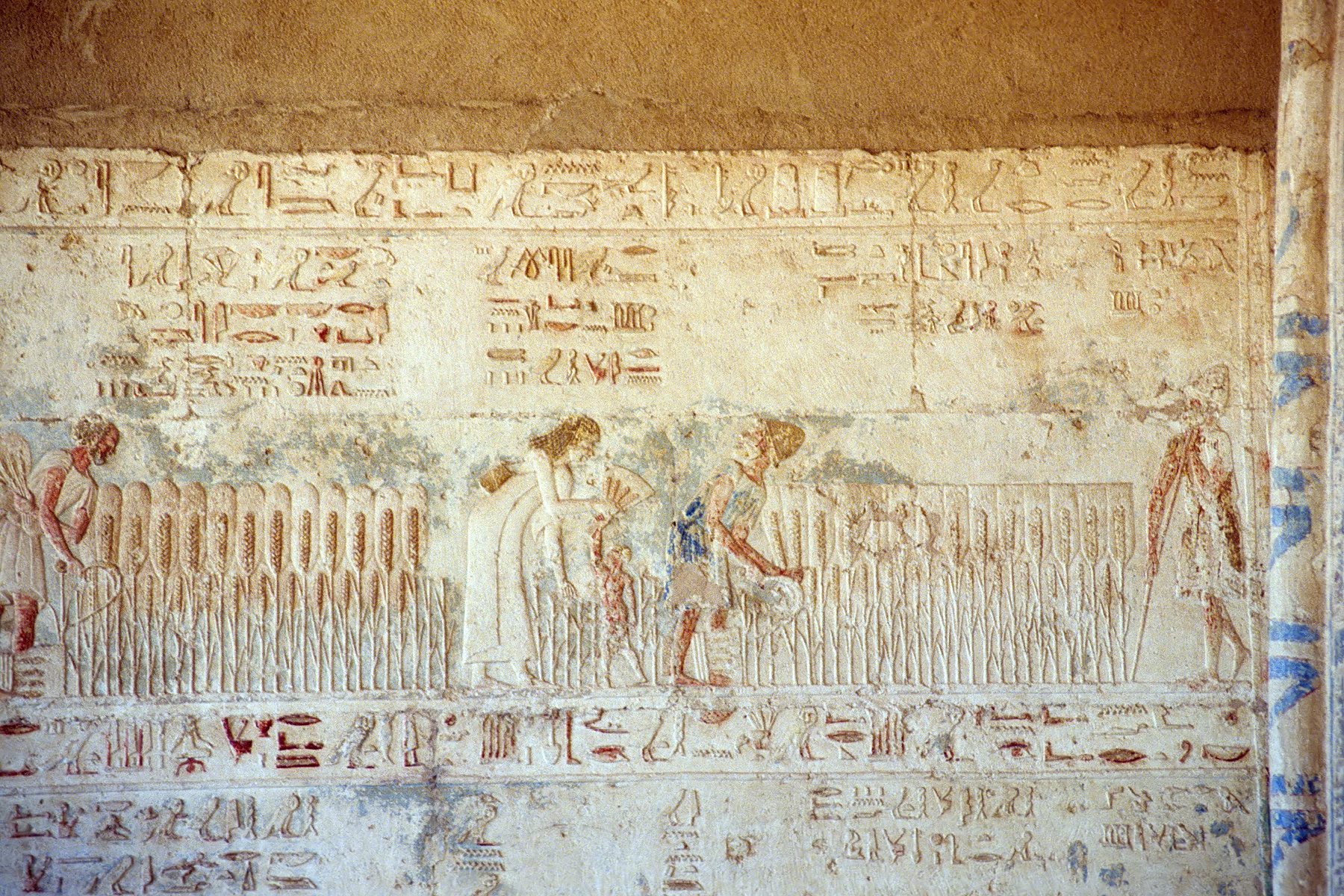
Scène de moisson, pronaos du tombeau de Pétosiris,

Alexandre le Grand ne fait qu'un assez court séjour en Égypte, entre l'automne 332 et le printemps 331, avant de reprendre sa marche victorieuse vers les provinces centrales et orientales de l'Empire achéménide. Ce passage est pourtant marqué par trois initiatives majeures : le pèlerinage au sanctuaire saharien de Zeus Ammon à Siwa, qui lui permet de faire reconnaître son ascendance divine, la décision de fonder la ville d'Alexandrie et l’inauguration d'une politique de coopération avec les élites autochtones. Les auteurs grecs anciens insistent sur l'excellent choix du site d'Alexandrie, aménagé auprès de la petite forteresse égyptienne de Rhakôtis, à la fois favorable à la navigation par son exposition au vent étésien et bien reliée, par le Nil, à un arrière-pays fertile. La nouvelle cité est proche du comptoir grec de Naucratis et la tradition attribue à un Grec d’Égypte, Cléomène de Naucratis, un rôle d'architecte de la ville. La « stèle du Satrape », inscription en hiéroglyphes érigée par Ptolémée fils de Lagos en tant que satrape d'Égypte, déclare que celui-ci « a établi sa Résidence en ce lieu appelé le Fort du Roi de Haute et Basse-Égypte [Alexandre], sur la rive de la mer des Ioniens [la mer Méditerranée], dont le nom ancien était Raqotè ». Sous les Lagides, le nom de Rhakôtis restera attaché à un quartier d'Alexandrie, de peuplement essentiellement autochtone, où sera construit le temple du Sérapéum.
Immédiatement après la mort d'Alexandre le Grand, en juin 323 av. J.-C., les accords de Babylone partagent des responsabilités successorales sur lequel finissent par s'accorder les généraux d'Alexandre et la phalange macédonienne et prévoit que le prince enfant Alexandre IV doit devenir roi conjointement avec son oncle, déficient mental ou peut-être épileptique, Philippe III Arrhidée.

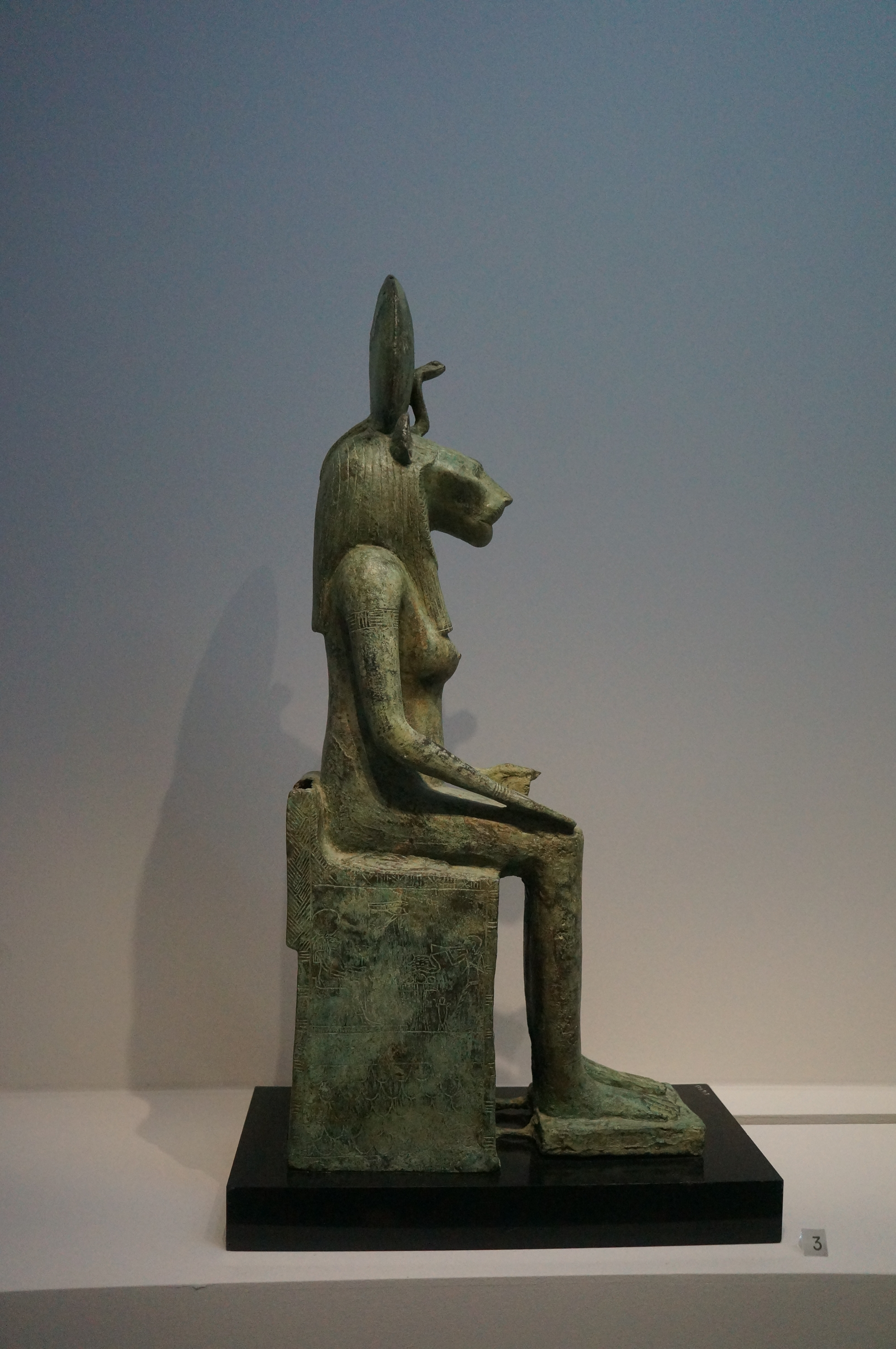
Statue de la déesse Ouadjet de Bouto à tête de lionne, coiffée du diadème au cobra (uræus). Basse époque ou début de la période lagide.

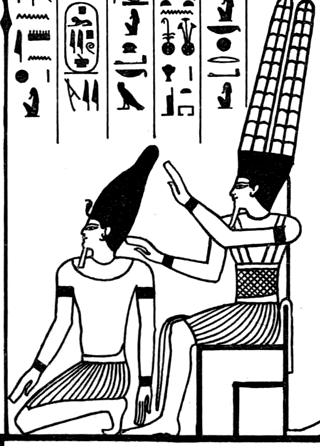
Le dieu donnant sa bénédiction au roi Philippe Arrhidée coiffé de la couronne blanche de Haute-Égypte. Dessin d'après un bas-relief du temple d'Amon-Rê à Karnak.

Pendant son court règne, de 323 à 317, Philippe III est reconnu comme pharaon en Égypte et figure comme tel sur les bas-reliefs du pylône du vaisseau d'or du dieu Amon-Rê dans le temple de Karnak. L'enfant Alexandre IV ne lui survit guère : il est ballotté entre différents Diadoques, qui se disputent sa garde comme un gage sur la royauté macédonienne apportant une légitimité à leurs ambitions politiques.
Ptolémée, maître de l'Égypte sous la suzeraineté nominale d'Alexandre IV, travaille à consolider son pouvoir personnel. La stèle du Satrape, érigée en novembre 311, est un texte de propagande destiné aux élites autochtones : à l'occasion d'un arbitrage local, la restitution de terres au temple de la déesse Ouadjet à Bouto, il rappelle que c'est lui qui a ramené de Babylone les images et livres sacrés dérobés en Égypte par les conquérants assyriens et perses. Il se montre aussi en défenseur de l'Égypte en faisant le récit de sa victoire récente (en 312) à la bataille de Gaza sur Démétrios Poliorcète.
Sous les successeurs d'Alexandre, l'Égypte devient une terre de colonisation grecque où les colons, attirés par la richesse du pays, cohabitent avec la majorité égyptienne. Les descendants de Pétosiris, prêtre de Thot à Hermopolis, sont les plus connus des notables égyptiens ralliés aux conquérants macédoniens ; d'autres sont mentionnés par des inscriptions locales comme Hor de Dendérah, Djed-Hor d’Athribis et Ahmosé de Karnak. Cependant, aucun Égyptien autochtone ne semble avoir atteint le titre prestigieux d'« ami du roi » avant l'époque des derniers Lagides.
À la mort d’Alexandre IV, assassiné avec sa mère en 310 sur ordre du Diadoque Cassandre, l’Égypte est gouvernée par Ptolémée qui se proclame roi, à l'imitation de ses rivaux Antigonides et Séleucides, en 305, ce qui ouvre la période lagide. Aucune source antique ne mentionne que Ptolémée aurait reçu le titre de pharaon ; celui-ci préfère maintenir la fiction du règne pharaonique d'Alexandre IV. Son fils Ptolémée II serait le premier souverain lagide à se faire couronner comme pharaon par les prêtres égyptiens et aurait adopté une titulature de pharaon.

## Liste des pharaons macédoniens
- Alexandre le Grand (331 à 323 AEC).
- Philippe III (323 à 317).
- Alexandre IV (323 à 310).